# Torp, Orusts kommun
för småorten med detta namn, se Lövås
Torp är kyrkbyn i Torps socken i Orusts kommun i Bohuslän. Bebyggelsen i byn är en del av småorten Timmerhult och Torp
Torps kyrka ligger Torps kyrka